# 헌법당
헌법당(영어: Constitution Party, 컨스티튜션 파티[*])은 미국의 보수주의 정당이다. 헌법당은 1992년, 1996년, 2000년에 미국 대통령 후보를 지낸 하워드 필립스(Howard Philips)에 의해 미국 납세자의 당(U.S. Taxpayers' Party)이라는 이름으로 1990년에 창설되었다. 1999년, 현재의 명칭인 헌법당으로 개정되었다. 근래 헌법당은 미국 내 불법이민자에 대한 보다 강화된 처벌을 주장하며 미국 내 이민문제에 관심을 집중하고 있다. 헌법당은 미국의 독립선언서, 미국의 헌법, 성경, 미국 권리장전을 주장한다.

## 같이 보기
- 고보수주의